# Goar z Akwitanii
Goar z Akwitanii (ur. 495, zm. 575) – francuski święty Kościoła katolickiego.

## Życiorys
Goar z Akwitanii urodził się w 495 roku w szlacheckiej rodzinie. Był znany ze swojej pobożności. Otrzymał święcenia kapłańskie, a potem został pustelnikiem. Zmarł w 575 roku. Jego grób stał się celem pielgrzymek. Jest czczony jako święty. Wspomnienie liturgiczne obchodzone jest 6 lipca.